# Velabisht
Velabisht è una frazione del comune di Berat in Albania (prefettura di Berat).
Fino alla riforma amministrativa del 2015 era comune autonomo, dopo la riforma è stato accorpato, insieme agli ex-comuni di Berat, Otllak, Roshnik e Sinjë a costituire la municipalità di Berat.

## Località
Fanno parte della frazione le seguenti località:
- Bardhaj i Ri
- Bilça
- Drobonik
- Duhanas
- Gjoroven
- Kodras
- Malinat
- Palikështi
- Remanica
- Starova
- Velabisht
- Veleshnja
- Veteriku